# Редельзеє
Редельзеє або Редельзе (нім. Rödelsee) — громада в Німеччині, розташована в землі Баварія. Підпорядковується адміністративному округу Нижня Франконія. Входить до складу району Кітцинген. Складова частина об'єднання громад Іпгофен.
Площа — 11,49 км2. Населення становить 1871 ос. (станом на 31 грудня 2020).